# Leptodon
Genre
Leptodon est un genre d'oiseaux de la famille des Accipitridae.

## Liste d'espèces
D'après la classification de référence (version 14.1, 2024) de l'Union internationale des ornithologues, il y a 2 espèces du genre Leptodon (ordre philogénique) :
- Leptodon cayanensis (Latham, 1790) – Bec-en-croc de Cayenne ;
- Leptodon forbesi (Swann, 1922) – Bec-en-croc de Forbes.

## Classification
Le nom valide complet (avec auteur) de ce taxon est Leptodon Sundevall, 1836.
Leptodon a pour synonymes :
- Cymindes Fleming, 1822
- Cymindis Dumont, 1816
- Cymindus Haldeman, 1842
- Odonthriorchis Bonaparte, 1854
- Odontotriorchis Agassiz, 1846
- Odontriorchis Kaup, 1844